# Podrijetlo naroda Hutu i Tutsi
Podrijelo naroda Tutsi i Hutu glavni je problem u povijesti Ruande i Burundija, kao i regije Velikih jezera u Africi. Dok se Hutu priznaju kao etnička većina Ruande, u rasističkoj ideologiji Tutsije se često identificira kao izvorno stranu rasu koja se naselili među Hutue i brakovima povezala s Hutuima, Bantu skupinom koja je stigla u regiji ranije, u vrijeme Bantu ekspanzije. Odnos između dvaju modernih populacija tako, na mnogo načina, proizlazi iz promatranog podrijetla i tvrdnji čije je „ruandstvo” veće. Najveći sukobi koji se odnose na ovo pitanje su genocid u Ruandi, genocidi u Burundiju te prvi i drugi Kongoanski rat.
Ugandski znanstvenik Mahmoud Mamdani identificira najmanje četiri različita temelja za istraživanja koja podržavaju „jasne razlike između Hutua i Tutsija” škole misli: fenotip, genotip, kulturno pamćenje stanovnika Ruande i arheologiju/lingvistiku.
U odnosu na Hutua, Tutsiji imaju tri puta više genetskog utjecaja Nilo-saharske populacije (14,9 % b) naspram Hutua (4,3 % B) možda pokazujući Nilo-saharsko podrijetlo koje podržava njihovu pastirsku povijest, za razliku od Hutua koji su bili u prvom redu Bantu poljoprivrednici.
Međutim, novije istraživanje (Trombetta i dr. 2015.) pronašli 22,2 % E1b1b u uzorku Tutsija iz Burundija, ali 0 % u Hutua i Twa u Burundiju. Osobito varijet M293 povezan s južno-kušitskim narodima i istočnoafričkim stočarima.

## Genetička istraživanja
Novije studije manje pažnje posvećuju fizičkom izgledu, kao što su visina i širina nosa, a više ispitivanje faktora u krvi, prisutnost srpastih stanica, nepodnošenja laktoze u odraslih, i drugih genotipski izraza. Excoffier i dr. (1987.) utvrdio je da su Tutsiji i narod Hima, unatoč tome što su okruženi Bantu populacijom, genetički „bliži Etiopljanima i Etiosemitima”.
Druga studija je zaključila da, premda je prisutnost srpastih stanica crta među Hutuima u Ruandi bila je usporediva s onom susjednih naroda, bila je gotovo nepostojeća među Tutsijima u Ruandi. Prisutnost osobine srpastih stanica dokaz opstanka u nazočnosti malarije tijekom mnogih stoljeća, što ukazuje na različite izvore. Regionalne studije o sposobnosti probave laktoze također se podržavaju. Sposobnost probave laktoze među odraslima je rasprostranjena samo među pustinjskim nomadskim skupinama koje su ovisile o mlijeku već tisućljećima. Tri četvrtine odraslih Tutsiji Ruande i Burundija imaju visoku sposobnost probave laktoze, dok samo 5 % odraslih iz susjednog naroda Shi u istočnom Kongu to mogu. Među Hutuima, jedna od tri odrasle osobe imaju veliku sposobnost probave laktoze, iznenađujuće visok broj za agrarno stanovništvo, za što Mamdani sugerira da je rezultat stoljeća miješanja s Tutsijima.
Bethwell Ogot godine 1988. u UNESCO-ovoj Općoj povijesti nadalje spominje da je broj pastoralista u Ruandi naglo porastao oko petnaestog stoljeća. Iako Luis i dr. (2004.) u općenitijem istraživanju o bi-alelskim markerima u mnogim afričkim zemljama nalazi statistički značajnu genetsku razliku između Tutsija i Hutua, ukupna razlika nije bila velika.

### Y-DNA (očinska linija)
Suvremene genetičke studije Y kromosoma (koji se prenosi isključivo očinskom linijom) ukazuju na to da su Tutsi, kao i Hutu su uglavnom Bantu podrijetla (80 % E1b1a, 15 % B, 4 % E3). Očinskih genetički utjecaja povezanih s Rogom Afrike i Sjevernom Afrikom ima malo (1 % E1b1b) te se pripisuju mnogo ranijim stanovnicima koji su bili asimilirani.
U odnosu na Hutue, Tutsi imaju tri puta više genetskog utjecaja Nilo-saharske populacije (14,9 % b) u usporedbi s Hutuima (4,3 % B).
Trombetta i dr. (2015.) je našao 22,2 % E1b1b u uzorku Tutsija iz Burundija, ali 0 % u Hutua i Twa u Burundiju.

### Autosomalna DNA (cjelokupna populacija)
Općenito, Tutsi, čini se, dijele blisku genetsku srodnost sa susjednom Bantu populacijom, osobito Hutu. Međutim, nije jasno je li ta sličnost prvenstveno zbog miješanih brakova ili zbog zajedničkih predaka:
[...] Generacijski protok gena je uništio sve što su bile jasne fizičke razlike koje su možda nekada postojale između tih dviju bantu naroda- visina, tjelesna građa i crte lica. Sa spektrom fizičkih varijacija među narodima, belgijske vlastisu zakonom propisale godine 1920. etničku pripadnost na temelju ekonomskih kriterija. Formalne i diskretne društvene podjele su time nametnute iznad nejasnih bioloških razlika. U određenoj mjeri, propusnost od tih kategorija u nadolazećim desetljećima pomogla da popredmetiti biološke razlike, stvarajući visoke elite i niže podređene, ali s vrlo malo veze s genskim bazenima koji su postojali prije nekoliko stoljeća. Socijalne kategorije su tako stvarne, ali je malo, ako ih je moguće ikako otkriti genetičkih razlika između Hutua i Tutsija.
Tishkoff i dr. (2009) utvrdio je da su njegovi miješani Hutu i Tutsi uzorci iz Ruande pretežno od bantu podrijetla, s malim protokom gena s Afro-azijatskih zajednica (17,7 % Afro-Azijskih geni nalazi u mješovitoj Hutu/Tutsi populaciji).

Razib Khan, na temelju nerecenzirane analize autosomne genetike jednog pojedinca koji je tri četvrtine Tutsi, sugerira da su  „Tutsiji su po svoj prilici jednom bili nilsko-govoreće stanovništva, koje je usvojilo Bantu jezik stanovništva među koje su se naselili.”

## Antopološki argument
Dok su većina pristaša teorije migracija također i pristaše „Hamitske teorije”, a to je da su Tutsiji došli iz Roga Afrike, kasnija teorija sugerira da su se Tutsiji umjesto toga doselili iz bliske unutrašnjosti istočne Afrike, a da su fizičke razlike rezultat prirodne selekcije u suhoj klimi tijekom tisućljeća. Među detaljnijim teorijama je bila jedna koju iznio Jean Hiernaux, na temelju studije o faktorima krvi i arheologije. Ukazujući na fosilne nalaze visokih osoba s uskim crtama lica prije nekoliko tisuća godina u istočnoj Africi, uključujući i mjesta kao što su Gambles Cave u Kenya Rift Valley i Olduvai Gorge u sjevernoj Tanzaniji, Hiernaux tvrdi da, iako je došlo do migracije, nije bila tako dramatična kao što neki izvori predložu. On izričito napada hamitsku teoriju da su migranti iz Etiopije donijeli civilizaciju drugim Afrikancima. (46–47)
Međutim, u svjetlu nedavnih genetička istraživanja, Hiernauxova teorija o podrijetlu Tutsija u istočnoj Africi postaje upitna. Također je pokazao da Tutsij imaju malo ili nimalo ne sjevernoistočnoafričkog genetskog utjecaja po očinskoj liniji. S druge strane, trenutno ne postoji mtDNA podaci za Tutsije, koji bi mogli su pomogli rasvijetliti njihovu pozadinu.

## Migracijska hiporeza vs. Hamitska hipoteza
Kolonijalni znanstvenici koji su nalazili složena društva u subsaharskoj Africi razvili hamitsku hipotezu, a to je da su „crni Europljani”  se odselili u afričku unutrašnjosti, potčinjavanjem primitivnih naroda koji su nalazili tamo i uvođenjem civilizacije. Hamitska hipoteza i dalje ima odjek u današnjici u tekućem danu, kako unutar tako i izvan akademskih krugova. Kako su znanstvenici razvili migracijsku hipotezu o podrijetlu Tutsija koji pobija hamitsku hipotezu, pojam da su Tutsiji bili civilizirani stranih osvajača također se dovodi u pitanje.
Jedna škola mišljenja napominje da se priliv pastoralista oko petnaestog stoljeća možda dogodile tijekom dužeg vremenskog razdoblja i bio mirani, a ne iznenadan i nasilan. Ključna razlika je da migracija nije bila ista kao i osvajanja. Drugi znanstvenici poriču vezu dolaska Tutsija s razvojem pastoralizma i početkom razdoblja državotvorstva. Čini se jasno da se pastoralizam prakticirao u Ruandi prije useljavanja u petnaestom stoljeću, a datumi formiranja države i pastoralističkog priliv se ne podudaraju u potpunosti. Ovaj argument taj način pokušava umanjiti važnost pastoralističkih migracija.
Ipak druge studije ističu da se kulturni prijenos može dogoditi bez stvarne ljudske migracije. Postavlja se pitanje koliko je od promjene oko i XVI. stoljeća bio je rezultat priljeva ljudi, a koliko izloženost postojećeg stanovništva novim idejama. Studije koje pristupaju temu rasne čistoće su među najviše spornima. Ove studije ističu da su pastoralistički migranti i pre-migracijski Ruanđani živjeli stoljećima i prakticirali međusobno sklapanje brakova. Ideja da se sadašnji Ruanđani mogu smatrati isključivo Tutsi ili Hutu krvnom lozom na taj način se dovodi u pitanje. (48–49)